# Armando del Castillo Franco
Armando del Castillo Franco, né le 20 août 1920 à Canatlán, Durango et mort le 7 février 1992 à Victoria de Durango, est un homme politique mexicain. Il fut le gouverneur de l'État mexicain de Durango entre 15 septembre 1980 et 14 septembre 1986,.